# Mine de ČSM
 (mars 2025).
La mine de ČSM est une mine souterraine de charbon située en République tchèque.